# La Noria, Tzintzuntzan
La Noria är en ort i Mexiko.   Den ligger i kommunen Tzintzuntzan och delstaten Michoacán de Ocampo, i den södra delen av landet, 250 km väster om huvudstaden Mexico City. La Noria ligger 2 216 meter över havet och antalet invånare är 127.
Terrängen runt La Noria är kuperad. Runt La Noria är det ganska tätbefolkat, med 139 invånare per kvadratkilometer. Närmaste större samhälle är Pátzcuaro, 18,5 km sydväst om La Noria. I omgivningarna runt La Noria växer huvudsakligen savannskog.